# Dudenrod
Dudenrod ist ein Stadtteil von Büdingen im hessischen Wetteraukreis.

## Geographische Lage
Dudenrod liegt drei Kilometer nördlich von Büdingen in einem Tal am Wolfsbach. Zum Gemarkung gehört auch der 500 Meter östlich von Dudenrod gelegene Christinenhof.

## Geschichte

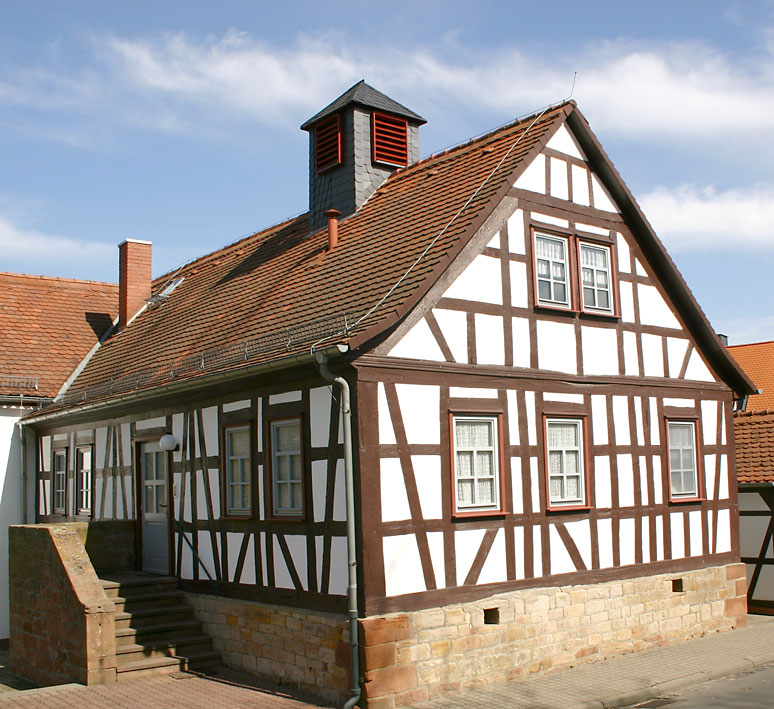
Ehem. Schulgebäude und Amtshaus, heute Dorfgemeinschaftshaus

### Name und Ersterwähnung
Der Ort entstand vermutlich im 12. Jahrhundert aus einer Waldarbeitersiedlung. Erstmals urkundlich erwähnt wird Dudenrod am 7. September 1277.
Der Wald um den sich langsam bildenden Ort hieß „Duden“. Die Rodung des Waldes durch die Waldarbeiter, die sich mit dieser Siedlung an Ort und Stelle niederließen, scheinen für die Namensgebung „Dudenrodung“ und später zu „Dudenrod“ verantwortlich zu sein.
Dagegen gibt es die wahrscheinlichere Deutung der historischen Namensform „Dudenrode“ als „Rodung des Dudo.“

### Weitere Geschichte
- 1689 wurde verfügt, dass die Kinder aus dem Dorf Dudenrod statt nach Büdingen in die neue Schule zu Wolf gehen sollten.
- Zu Beginn des 18. Jahrhunderts wurde Dudenrod zusammen mit Büches und Pferdsbach als Filialdörfer zu Wolf eingepfarrt.
- Am 30. Juni 1887 wurde im „Büdinger Allgemeinen Anzeiger“ u. a. bekanntgemacht, dass eine Amtliche Verkaufsstellen für Postwerthzeichen bei Herrn Bürgermeister Nos in Dudenrod bestehe. Die Verkäufer haben sich verpflichtet, die Postwerthzeichen zu keinem höheren Betrage als die Postanstalten an das Publikum abzugeben.
- Bis zum Jahre 1968 wurden die Schüler der Volksschule von der 1. bis zur 4. Klasse gemeinsam (in einem Raum) in der Schule zu Dudenrod unterrichtet. 1968 wurde die Volksschule aufgelöst und die Grundschüler besuchen seit dieser Zeit die Schule in Wolf.
- Zum 31. Dezember 1971 wurde die bis dahin selbständige Gemeinde Dudenrod im Zuge der Gebietsreform in Hessen auf freiwilliger Basis als Stadtteil in die Stadt Büdingen eingegliedert.[6][7] Für Dudenrod wurde ein Ortsbezirk errichtet.[8]

### Verwaltungsgeschichte im Überblick
Die folgende Liste zeigt die Staaten und Verwaltungseinheiten, denen Dudenrod angehört(e):
- vor 1806: Heiliges Römisches Reich, Grafschaft Isenburg-Büdingen, Amt Büdingen
- ab 1806: Fürstentum Isenburg (Rheinbund),[Anm. 2] Amt Büdingen
- ab 1813: Generalgouvernement Frankfurt,[Anm. 3] Amt Büdingen
- ab 1815: Kaisertum Österreich,[Anm. 4] Amt Büdingen
- ab 1816: Großherzogtum Hessen (Souveränitätslande),[Anm. 5] Provinz Oberhessen, Amt Büdingen[12] (zur Standesherrschaft Isenburg gehörig)
- ab 1822: Großherzogtum Hessen, Provinz Oberhessen, Landratsbezirk Büdingen[13][Anm. 6]
- ab 1848: Großherzogtum Hessen, Regierungsbezirk Nidda
- ab 1852: Großherzogtum Hessen, Provinz Oberhessen, Kreis Büdingen
- ab 1867: Norddeutscher Bund,[Anm. 7]  Großherzogtum Hessen, Provinz Oberhessen, Kreis Büdingen
- ab 1871: Deutsches Reich, Großherzogtum Hessen, Provinz Oberhessen, Kreis Büdingen
- ab 1918: Deutsches Reich,[Anm. 8] Volksstaat Hessen, Provinz Oberhessen, Kreis Büdingen
- ab 1938: Deutsches Reich, Volksstaat Hessen, Landkreis Büdingen[14][Anm. 9]
- ab 1945: Amerikanische Besatzungszone, Groß-Hessen,[Anm. 10] Regierungsbezirk Darmstadt, Landkreis Büdingen
- ab 1946: Amerikanische Besatzungszone, Land Hessen, Regierungsbezirk Darmstadt, Landkreis Büdingen
- ab 1949: Bundesrepublik Deutschland, Land Hessen, Regierungsbezirk Darmstadt, Landkreis Büdingen
- ab 1972: Bundesrepublik Deutschland, Land Hessen, Regierungsbezirk Darmstadt, Wetteraukreis, Stadt Büdingen

## Bevölkerung
Einwohnerstruktur 2011
Nach den Erhebungen des Zensus 2011 lebten am Stichtag dem 9. Mai 2011 in Dudenrod 213 Einwohner. Darunter waren keine Ausländer.
Nach dem Lebensalter waren 36 Einwohner unter 18 Jahren, 87 zwischen 18 und 49, 48 zwischen 50 und 64 und 45 Einwohner waren älter.
Die Einwohner lebten in 78 Haushalten. Davon waren 9 Singlehaushalte, 27 Paare ohne Kinder und 33 Paare mit Kindern, sowie 6 Alleinerziehende und 3 Wohngemeinschaften. In 15 Haushalten lebten ausschließlich Senioren und in 48 Haushaltungen lebten keine Senioren.
Einwohnerentwicklung
| Dudenrod: Einwohnerzahlen von 1834 bis 2022 | Dudenrod: Einwohnerzahlen von 1834 bis 2022 | Dudenrod: Einwohnerzahlen von 1834 bis 2022 | Dudenrod: Einwohnerzahlen von 1834 bis 2022 | Dudenrod: Einwohnerzahlen von 1834 bis 2022 |
| --- | ------------------------------------------- | ------------------------------------------- | ------------------------------------------- | ------------------------------------------- |
| Jahr |                                             |                                             |                                             | Einwohner                                   |
| 1834 | 1834                                        |                                             | 283                                         | 283                                         |
| 1840 | 1840                                        |                                             | 314                                         | 314                                         |
| 1846 | 1846                                        |                                             | 356                                         | 356                                         |
| 1852 | 1852                                        |                                             | 172                                         | 172                                         |
| 1858 | 1858                                        |                                             | 185                                         | 185                                         |
| 1864 | 1864                                        |                                             | 125                                         | 125                                         |
| 1871 | 1871                                        |                                             | 111                                         | 111                                         |
| 1875 | 1875                                        |                                             | 116                                         | 116                                         |
| 1885 | 1885                                        |                                             | 121                                         | 121                                         |
| 1895 | 1895                                        |                                             | 96                                          | 96                                          |
| 1905 | 1905                                        |                                             | 116                                         | 116                                         |
| 1910 | 1910                                        |                                             | 118                                         | 118                                         |
| 1925 | 1925                                        |                                             | 106                                         | 106                                         |
| 1939 | 1939                                        |                                             | 105                                         | 105                                         |
| 1946 | 1946                                        |                                             | 175                                         | 175                                         |
| 1950 | 1950                                        |                                             | 168                                         | 168                                         |
| 1956 | 1956                                        |                                             | 155                                         | 155                                         |
| 1961 | 1961                                        |                                             | 154                                         | 154                                         |
| 1967 | 1967                                        |                                             | 162                                         | 162                                         |
| 1970 | 1970                                        |                                             | 197                                         | 197                                         |
| 1980 | 1980                                        |                                             | ?                                           | ?                                           |
| 1990 | 1990                                        |                                             | 191                                         | 191                                         |
| 2000 | 2000                                        |                                             | 197                                         | 197                                         |
| 2011 | 2011                                        |                                             | 213                                         | 213                                         |
| 2014 | 2014                                        |                                             | 198                                         | 198                                         |
| 2022 | 2022                                        |                                             | 191                                         | 191                                         |
| Datenquelle: Historisches Gemeindeverzeichnis für Hessen: Die Bevölkerung der Gemeinden 1834 bis 1967. Wiesbaden: Hessisches Statistisches Landesamt, 1968. Weitere Quellen: LAGIS; Stadt Büdingen; Zensus 2011 |                                             |                                             |                                             |                                             |

Historische Religionszugehörigkeit
| • 1961: | 131 evangelische (= 85,06 %), 11 katholische (= 7,14 %) Einwohner |

## Politik
Für Dudenrod besteht ein Ortsbezirk (Gebiete der ehemaligen Gemeinde Dudenrod) mit Ortsbeirat und Ortsvorsteher nach der Hessischen Gemeindeordnung.
Der Ortsbeirat besteht aus fünf Mitgliedern. Bei den Kommunalwahlen in Hessen 2021 betrug die Wahlbeteiligung zum Ortsbeirat 62,66 %. Alle Kandidaten gehörten der„Bürgerliste Dudenrod“ an. Der Ortsbeirat wählte Jörg Neider zum Ortsvorsteher.

## Kulturdenkmäler
- Ehemaliges Schulgebäude und Amtshaus
- Christinenhof: Ehemaliges Hirzenhainer (Klosterhof) oder Dudenröder Christinen-Hofgut genannt. Der Hof wurde von Graf Ernst Casimir I. (1687–1749) ab 1708 ausgebaut und benannt nach dessen Gattin Christine Eleonore, geb. Gräfin von Stolberg-Gedern.